# در زیر تن‌پوشت
«در زیر تن پوشت» (به انگلیسی: Underneath Your Clothes) تک‌آهنگی از خوانندهٔ اهل کلمبیا شکیرا است که در سال ۲۰۰۲ میلادی منتشر شد.
این تک‌آهنگ در چارت‌های موسیقی ایرلند، استرالیا، فلاندرز و اتریش در رتبه اول و در چارت‌های ایتالیا، والونیا، فرانسه، سوئیس، نروژ، آلمان، دانمارک، فنلاند، سوئد و نیوزلند جزو ده ترانه اول قرار گرفت.